# Svarttjärnen (Åre socken, Jämtland, 702467-132812)
Svarttjärnen är en sjö i Åre kommun i Jämtland och ingår i Indalsälvens huvudavrinningsområde. Sjön har en area på 0,0623 kvadratkilometer och ligger 585,8 meter över havet.

## Delavrinningsområde
Svarttjärnen ingår i det delavrinningsområde (702412-132843) som SMHI kallar för Utloppet av Åtjärnen. Medelhöjden är 559 meter över havet och ytan är 1,86 kvadratkilometer. Det finns inga avrinningsområden uppströms utan avrinningsområdet är högsta punkten. Vattendraget som avvattnar avrinningsområdet har biflödesordning 3, vilket innebär att vattnet flödar genom totalt 3 vattendrag innan det når havet efter 376 kilometer. Avrinningsområdet består mestadels av skog (72 procent) och sankmarker (13 procent). Avrinningsområdet har 0,28 kvadratkilometer vattenytor vilket ger det en sjöprocent på 15 procent.